# Denmark, Wisconsin
Denmark là một làng thuộc quận Brown, tiểu bang Wisconsin, Hoa Kỳ. Năm 2006, dân số của làng này là 1958 người.